# Melito Heredia
Melito Heredia ist ein dominikanischer Radrennfahrer.
Melito Heredia gewann 2003 das US-amerikanische Eintagesrennen in Mount Holly-Smithville. Im nächsten Jahr wurde er Zweiter beim Bear Mountain Spring Classic. 2005 war Heredia dann zum zweiten Mal in Mount Holly-Smithville erfolgreich. Außerdem gewann er noch den Bear Mountain Fall Classic und den von der UCI in die Kategorie 1.2 eingestuften Univest Grand Prix vor dem Uruguayer Álvaro Tardáguila.

## Erfolge
2005
- Univest Grand Prix

| Personendaten    | Personendaten                 |
| ---------------- | ----------------------------- |
| NAME             | Heredia, Melito               |
| KURZBESCHREIBUNG | dominikanischer Radrennfahrer |
| GEBURTSDATUM     | 20. Jahrhundert               |